# 蒂娜·克拉伊什尼克
蒂娜·克拉伊什尼克（1991年1月12日—），塞尔维亚女子篮球运动员，司职大前锋。她曾代表塞尔维亚国家队参加2020年夏季奥林匹克运动会篮球比赛，获得第4名。